# Slavko Goričar
Slavko Goričar, slovenski klarinetist in pedagog, * 27. maj 1943, Ljubljana.
Diplomski (1968) in podiplomski (1975) študij je opravil v razredu prof. Mihaela Gunzka na Akademiji za glasbo v Ljubljani. Svojo kariero je začel kot solo-klarinetist v Orkestru Opere in baleta SNG Ljubljana in nato med letoma 1977 in 1996 v Orkestru Slovenske filharmonije. Od leta 1985 poučuje na Akademiji za glasbo v Ljubljani. 
Njegov sin je slovenski pianist in skladatelj Andrej Goričar.